# Adventures in Good Music
Adventures in Good Music est une ancienne émission radiophonique américaine de musique classique animée par Karl Haas et produite par la station WCLV (en). Diffusée nationalement aux États-Unis de 1970 à 2007, elle est considérée selon le Washington Post comme l'émission de radio de musique classique la plus écoutée au monde.

## Générique
L'indicatif musical du générique de l'émission est tiré du second mouvement de la Sonate pour piano nº 8 en do mineur, dite « Pathétique », de Ludwig van Beethoven, interprété par Karl Haas lui-même.